# Dipinacia zothecaea
Dipinacia zothecaea är en fjärilsart som beskrevs av Dyar 1921. Dipinacia zothecaea ingår i släktet Dipinacia och familjen nattflyn. Inga underarter finns listade i Catalogue of Life.